# Pedicularis maxonii
Pedicularis maxonii är en snyltrotsväxtart som beskrevs av Bonati. Pedicularis maxonii ingår i släktet spiror, och familjen snyltrotsväxter. Inga underarter finns listade i Catalogue of Life.